# И това в понеделник сутрин
„И това в понеделник сутрин“ (на немски: Und das am Montagmorgen) е германска комедия от 1959 година на режисьора Луиджи Коменчини с участието на шведската актриса Ула Якобсон.

## Сюжет
Един сериозен банков служител един ден взема решение да не отива на работа. Така денят се използва от главния герой, за да отдели време за себе си...

## В ролите
| Изпълнител        | Роля               |
| ----------------- | ------------------ |
| Ото Вилхелм Фишер | Алойс Кесел        |
| Ула Якобсон       | Делия Монд         |
| Вера Чехова       | Моника             |
| Роберт Граф       | Херберт Акер       |
| Вернер Финк       | професор Грос      |
| Райнхард Колдехоф | господин Мюлер     |
| Бландин Ебингер   | госпожа Префке     |
| Лоте Щайн         | госпожа Мутц       |
| Зигфрид Шюренберг | господин фон Шмитц |
| Манфред Гроте     | секретаря          |
| Инге Волфберг     | пациента           |
| Елвира Шалхер     | секретарката       |
| Каете Алвинг      | госпожа Монд       |
| Сигурд Лохде      | доктор Монд        |
| Херберт Вайсбах   | господин Вегелебен |

## Номинации
- Номинация за „Златна мечка“ за най-добър филм от Международния кинофестивал в Берлин през 1959 година.
- Номинация за „Сребърна награда“ за най-добра женска роля на Вера Чехова от „Германските филмови награди“ през 1960 година.[2]